# Mary Johnson

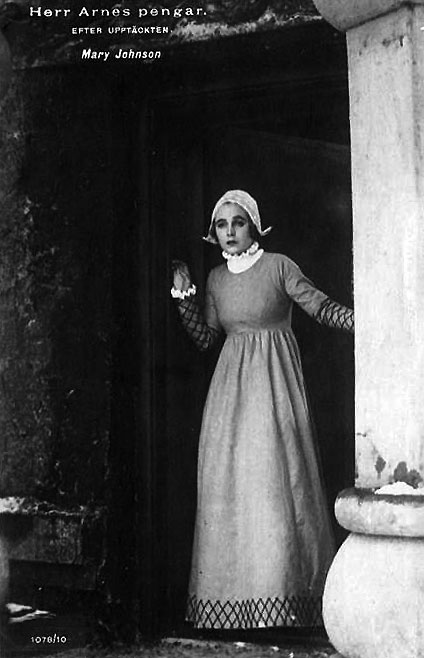
Johnson en Herr Arnes pengar

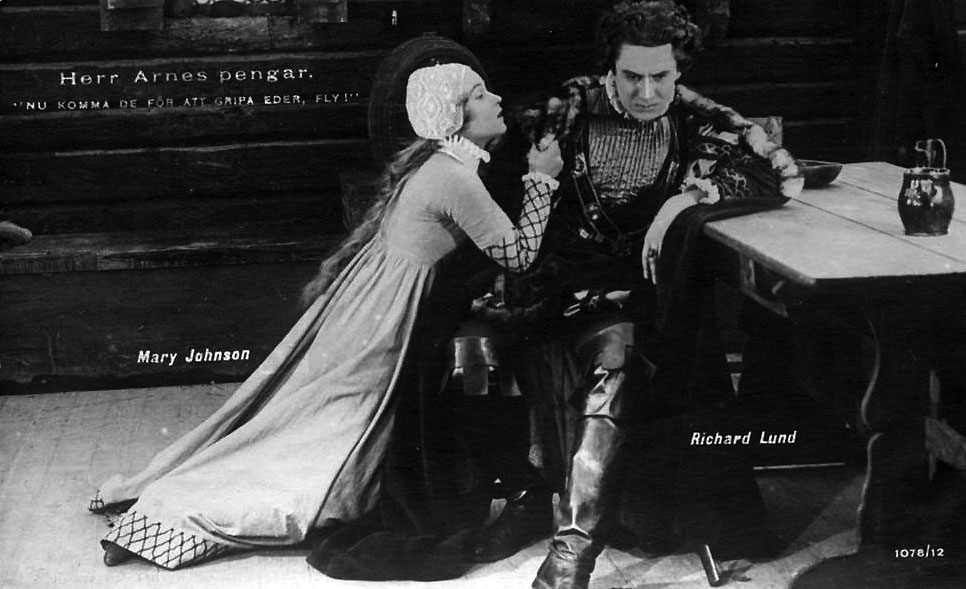
Con Richard Lund en Herr Arnes pengar

Mary Johnson (11 de mayo de 1896 - 7 de mayo de 1975) fue una actriz de nacionalidad sueca.

## Biografía
Nacida en Fors socken, Södermanland, su verdadero nombre era Astrid Maria Carlsson.
Mary Johnson debutó en los años 1910 en la compañía de la directora teatral Karin Swanström, y en 1914, junto a su marido Karl Gerhard, trabajó para el director Hjalmar Selander y en el Nya teatern de Gotemburgo. En esa época Johnson era la estrella, y Karl Gerhard "su marido". Su primera obra en Gotemburgo fue Lilla Eva, y en 1915 hizo el papel principal de la pieza de Selma Lagerlöf Dunungen. Junto a Gösta Ekman interpretó en gira la obra de Karl Gerhard Hennes lilla majestät.
En sus comienzos en el cine, en 1916 trabajó en Kärleken segrar, con producción de la compañía Victor Hasselblad AB, en Gotemburgo. Allí actuó en otras tres películas ese año. Una serie de actuaciones en los años siguientes la convirtieron en la actriz de cine de mayor fama de Suecia, siendo también conocida internacionalmente tras interpretar a Elsalill en el film de Mauritz Stiller Herr Arnes pengar en 1919. En 1924 viajó a Alemania, y actuó junto al noruego Einar Rød en el film Die Stimme des Herzens. En los siguientes años actuó en trece películas alemanas, la última de las cuales fue Eine Frau muss man alles verzeih'n (1931). 
Mary Johnson estuvo casada desde 1913 a 1920 con Karl Gerhard (entonces llamado Johnson). A partir de ese mismo año se casó con el actor noruego Einar Rød, y finalmente, en 1932, contrajo matrimonio con el actor alemán Rudolf Klein-Rogge, del cual enviudó en 1955. La actriz falleció en la Parroquia de Hägerstens, Estocolmo, en 1975, siendo enterrada en el Skogskyrkogården de Estocolmo.

## Teatro
- 1920 : Hennes lilla majestät, de Karl-Gerhard, Folkan[3]
- 1921 : Professor Storitzyn, de Leonid Andréiev, escenografía de Einar Fröberg, Komediteatern[4]
- 1920 : Dygdens stig, de Robert de Flers y Gaston Arman de Caillavet, escenografía de Einar Fröberg, Komediteatern[5]

## Filmografía
- 1913 : Mannekängen
- 1916 : Nattens barn
- 1916 : Ministerpresidenten
- 1916 : Kärleken segrar
- 1916 : Aktiebolaget Hälsans gåva
- 1916 : Bengts nya kärlek eller Var är barnet?
- 1916 : Calles nya kläder
- 1917 : Förstadsprästen
- 1917 : Mellan liv och död
- 1917 : Revelj
- 1918 : Nobelpristagaren
- 1918 : Storstadsfaror
- 1918 : Fyrvaktarens dotter
- 1918 : Mästerkatten i stövlar
- 1919 : Herr Arnes pengar
- 1920 : Robinson i skärgården
- 1920 : Familjens traditioner
- 1921 : En lyckoriddare
- 1923 : Gunnar Hedes saga
- 1923 : Johan Ulfstjerna
- 1924 : Die Stimme des Herzens
- 1925 : Das Haus der Lüge
- 1925 : Das Fräulein vom Amt
- 1926 : Staatsanwalt Jordan
- 1926 : Dagfin
- 1927 : Was die Kinder ihren Eltern verschweigen
- 1927 : Ramper, der Tiermensch
- 1927 : Manege
- 1927 : Die Ausgestoßenen. Heimkehr des Herzens
- 1928 : Geschlecht in Fesseln
- 1928 : Artisten
- 1931 : Einer Frau muß man alles verzeih'n
- 1975 : Mysteriet natten till den 25:e